# Amata collaris
Amata collaris là một loài bướm đêm thuộc phân họ Arctiinae, họ Erebidae.